# Sauveur Galliéro
Sauveur Galliéro est un peintre français né à Alger (Algérie) le 24 juillet 1914 et mort à Paris le 4 juin 1963.

## Biographie
Sauveur Galliéro naît le 24 juillet 1914 à Bab El-Oued (Alger) dans une famille modeste. Son père, cocher, est d'origine italienne, sa mère d'ascendance alsacienne.
Lié à Mohamed Dib, Kateb Yacine, Mouloud Feraoun, il est, après la seconde guerre mondiale, l'un de ceux qui assurent une jonction entre les communautés vivant en Algérie. Selon son ami Jean Sénac, il sert de modèle pour le personnage de L'Étranger d'Albert Camus, avec qui il a fait ses études au lycée Bugeaud d'Alger.
En 1950, Sauveur Galliéro reçoit avec Sénac une bourse de séjour à la Fondation de Lourmarin Laurent-Vibert. Il est pensionnaire de la Casa de Velázquez à Madrid de 1953 à 1954, en compagnie de Bachir Yellès et Geoffroy Dauvergne.. Réalisant des expositions chez Edmond Charlot mais aussi des décors pour le théâtre, notamment de Rue des trois-couleurs d'Edmond Brua en 1959) puis pour la télévision d'Algérie, il participe en 1961 à la présentation collective du groupe des 7 à la galerie Romanet. Il obtient la même année le grand prix artistique de l'Algérie et demeure à Alger jusqu'en février 1963.
Sauveur Galliéro meurt à Paris le 4 juin 1963. Une rétrospective de son œuvre est présentée en 1993 au Centre culturel algérien de Paris.

## Réception critique
À l'occasion de l'exposition de Sauveur Galliero à la galerie Romanet en février 1961, son ami Albert Camus écrit : « Galliéro s'est jeté dans la peinture comme on se jette à la mer : tout jeune, avec force et embarras, une grande soif, et la science de l'instinct. Il a peint avec n'importe quoi, un crayon, du charbon, de l'huile, de l'essence ; sur n'importe quoi, du bois, du papier, de la toile. Il a peint avec rage tout ce qu'il voyait : des hommes, des cafés, la mer, une maison. Il a peint en vert et en jaune, sans économie, parce que le pays ou il vivait était vert et jaune. prodigieusement. Il a peint avec la force de sa nature, chargeant de matière des toiles qui vous communiquaient une odeur épaisse d'humanité élémentaire. Depuis, il a voyagé, il a appris l'économie. Il peint moins, regardant mieux. Mais sous le dessin simplifié, les tons plus étudiés, la force de la vie est demeurée. Et, finalement, malgré tout ce que Galliéro a appris ou apprendra, c'est elle qui fait le prix de cette peinture, son émotion, sa chair. Dans un Paris intoxiqué d'abstractions, de théories et de nouvelles philosophies, cette jeunesse passionnée, cette chaleureuse simplicité, apportent un vent nouveau, chargé de sel et de violence qui fera peut-être réfléchir. »

## Œuvres dans les collections publiques
- Alger, musée national des beaux-arts :
  - Portrait de Hadj ;
  - Figure 1949 ;
  - Intérieur de maison mauresque.